# ピーター・テラベイネン
ピーター・テラベイネン（Peter Teravainen、1956年4月23日 - ）は、アメリカ合衆国マサチューセッツ州ダックスベリー出身 （プリマス生まれ）のプロゴルファー。

## 来歴
高校の体育部長兼バスケットボールコーチの父と看護師であった母の下に4人兄弟の1人として生まれた。
奨学金を得てイェール大学に進学し、イェール・ブルドッグスのゴルフチームではスコットランド出身のデビッド・パターソンコーチの指導を受ける。2年次の1976年にマサチューセッツアマでブルース・ダグラスの2位となり、3年次の1977年と4年次の1978年にはニューイングランド大学選手権・アイビーリーグ個人戦・サウスイースタンアマチュアを連覇 。チームのキャプテンを務めた1978年にはウィメット・メモリアル・トーナメントで優勝し、1976年から1978年まで3年連続でオールアメリカンに選ばれた。
1978年に経済学の学位を取得して卒業し、 冬季はベルビュービルトモアホテルでカクテルウェイターとして過ごし、フロリダでアーブ・シュロスからレッスンを受けた後、パターソンの励ましもあり、1979年にプロとなる。
1980年にはPGAツアーに挑戦するが約1000ドルしか稼げず、その後はアジアやヨーロッパ、オーストラリアでプレー。30余りの国を転戦し、真摯な仏教徒の中国人を妻にし、家庭はシンガポールにあった。
1995年にチェコオープンで欧州初優勝を飾ると、1996年には日本オープンに特別推薦枠で初出場し、3日目には首位のフランキー・ミノザ（フィリピン）と4打差の3位に着ける。最終日には最終組の前を回って1番から3連続バーディーとスタートダッシュを決めると、最終組のミノザに2、5番でバーディーと応戦され、テラベイネンは5、8番でボギーを叩く。ミノザは6番ボギーでアウトは共に1アンダーの34で両者の差は4打のままであったが、インに入ると大きく試合が動く。テラベイネンが11、13番でバーディーを奪うと、ミノザは11、13番でボギーを叩き、両者が並ぶ。14番ではミノザにバーディーを決められて再びリードされたが、ミノザが16、17番を連続ボギーとし、テラベイネンが14番以降はパーを重ねて逆転。18番パー5をパーとしたテラベイネンが通算2アンダーで先にホールアウトし、ミノザはプレーオフへの望みをかけたラフからの3打目が池に消えた瞬間、テラベイネンの勝利が確定。初出場で4打差逆転での日本初優勝を決め、終わった翌日の朝刊各紙は「無名の米国人プロ、ピーター・テラベイネン優勝」と書いた。
シンガポールに帰国後はアジアンツアー・マーライオンマスターズでゾウ・モウ（ミャンマー）をプレーオフで下した。
1997年のデサントクラシックでは2日目にインからスタートし、ボギー先行のプレーであったが18番でイーグルを奪うと、気分を良くして1、3、4、5番とバーディーを連取して首位に立つ。雨の3日目も33、34でホールアウトし、初日から4アンダーを続けて首位を守った。最終日も風まじりの雨の中で69をマークし、3日連続67を含む4日間60台で2日目からは首位を譲らず、2打差で逃げ切った。

## 日本での成績
- 1996年 - 日本オープン
- 1997年 - デサントクラシック マンシングウェアカップ